# 毛罗·巴切利
毛罗·巴切利（義大利語：Mauro Baccelli，1980年5月19日—2008年4月27日），意大利男子赛艇运动员。他曾代表意大利参加世界赛艇锦标赛，获得二枚金牌和一枚银牌，均来自男子轻量级四人双桨项目。